# Mario Torelli
Pour les articles homonymes, voir Torelli.
Mario Torelli, né le 12 mai 1937 à Rome et mort le 15 septembre 2020, est un archéologue italien et un historien de l'art italique et de la culture étrusque. Professeur à l'université de Pérouse (Italie), il a été formé par Ranuccio Bianchi Bandinelli.

## Biographie
Mario Torelli a occupé de nombreux postes au cours de sa vie professionnelle.
Il a débuté comme assistant au Centre d'histoire de l'art antique de Rome (1960 - 1962), suivi par un passage en tant qu'inspecteur archéologique du musée national étrusque de la villa Giulia à Rome (1964 - 1969). De 1969 à 1973, il a été nommé professeur d'histoire de l'art grec et romain à l'université de Cagliari.
Mario Torelli a également joué un rôle déterminant dans les fouilles du sanctuaire sur le site de Gravisca. 
Il a été professeur auprès de nombreuses institutions, notamment : 
- Université du Colorado à Boulder (1974) ;
- Université du Michigan, à Ann Arbor (1978) ;
- Université de Californie à Irvine (1979) ;
- École normale supérieure (rue d'Ulm — Paris) (1984) ;
- Université Paris-1 Panthéon-Sorbonne (1985) ;
- Collège de France (1986) ;
- Université de l'Alberta, Canada (1986) ;
- Université d'Oxford (1988) ;
- Université de Bristol (1993).

Mario Torelli a été membre de l'Institute for Advanced Study à Princeton (New Jersey) en 1982 et chercheur au Getty Center for the History of Art and the Humanities à Los Angeles (1990 - 1991).
Il est membre de l'Institut archéologique allemand et de l'Istituto Nazionale di Studi Etruschi e Italici à Florence.
Il est lauréat du prix Balzan 2014.

## Publications
- Elogia tarquiniensia (1975), Florence, Sansoni
- Necropoli dell'Italia antica (1982)
- Typologie et structure des reliefs historiques romains (1982)
- Storia degli estruschi (1984)
- Lavinio e Roma: riti iniziatici e matrimonio tra archeologia e storia (1984)
- La società etrusca: L'arcaica età, l'età classica (1987)
- dell'urbanistica Storia: il mondo romano (avec Pierre Gros) (1988)
- La Daunia nell'età della romanizzazione (1990)[4]
- Atlante dei siti archeologici della Toscana (1992)
- Les études sur la romanisation de l'Italie (1995)
- Il rango, il rito e l'immagine: Alle origini della rappresentazione storica romana (1997)
- Tota Italia: essais dans la formation culturelle de l'Italie romaine (1999)
- Les Étrusques (2001)